# Makromarkt
Makromarkt (offizielle Schreibweise: MakroMarkt) war die Marke für eine Handelskette für elektrische und elektronische Geräte, Software und Musik der ProMarkt Handels GmbH mit Sitz in Berlin.

## Geschichte
Die Marke MakroMarkt wurde Ende der 1980er Jahre von dem Unternehmen ProMarkt in Bremen entwickelt, da damals drei weitere Unternehmen in derselben Branche unter dem Namen ProMarkt firmierten (REWE Unterhaltungselektronik GmbH in Köln, Foto-Radio-Wegert in Berlin und Phora Wessendorf in Mannheim).
Die Promarkt Bremen hatte die Rechte am Namen ProMarkt für Norddeutschland und Österreich. Die Phora Wessendorf hielt die Namensrechte für Süddeutschland und Luxemburg, die Wegert-Gruppe die Rechte für Ostdeutschland und Rewe die Rechte in Westdeutschland.
1998 kaufte die Promarkt Handels GmbH die Bremer ProMarkt-Kette und die Filialen der Phora Wessendorf auf.
Ab diesem Zeitpunkt gab es nur noch zwei Unternehmen, die die Rechte an dem Namen „ProMarkt“ hatten:
- Foto-Radio-Wegert Filial GmbH & Co. KG in Berlin (alle Filialen in Nord-, Süd- und Ostdeutschland sowie Österreich und Liechtenstein)
- REWE Unterhaltungselektronik GmbH

Bis 2003 wurde die Marke MakroMarkt nur in den Gebieten genutzt, in denen die REWE Unterhaltungselektronik GmbH die Namensrechte am stationären Handel innehatte.
Nach der Aufteilung der ProMarkt Holding GmbH & Co. KG in Foto-Radio-Wegert Filial GmbH & Co. KG und ProMarkt Handels GmbH im Jahr 2003 wurden die bestehenden ProMarkt-Märkte in MakroMarkt umbenannt. Durch die Umbenennung konnte das Unternehmen bundesweit in TV, Radio und in den Printmedien beworben werden. Außerdem waren die Märkte von den Rewe-Filialen zu unterscheiden.
Filialen, die unrentabel waren, wurden teilweise unerwartet geschlossen (Villingen-Schwenningen, Passau). Andere Filialen, deren Mietverträge nicht gekündigt werden konnten, wurden in Ypso umbenannt, das Personal reduziert und die Warenbestände drastisch gesenkt. In den Häusern wurden Restposten und Ausstellungsstücke aus den verbliebenen MakroMärkten vermarktet und zugleich gegenüber den Vermietern die Betreiberpflicht erfüllt.
Dennoch wurde nicht erreicht, in die Gewinnzone zu kommen, weder mit Werbeträgern wie Dieter Bohlen, noch mit Aufsehen erregenden Sonderverkaufsaktionen von Milch, Waschmitteln, Überraschungseiern, Erdnüssen oder Katzenfutter.
Schwarze Zahlen hingegen schrieb in dieser Zeit die ProMarkt Online GmbH, die aus dem Webshop yagma.com hervorging.

### MediMax
Im Januar 2006 schlossen sich die nach der Umstrukturierung noch existierenden 48 Makromärkte der Franchise-Marke MediMax von EP:ElectronicPartner an. 32 Märkte blieben im Besitz der Promarkt Handels GmbH, die restlichen werden von EP selbst und anderen Franchisepartnern betrieben.
Anfang des Jahres 2008 meldeten die verbliebenen 27 Märkte der Multi-Media ProMarkt Handels GmbH Insolvenz an. Fünfzehn Märkte wurden unter promarkt.de weitergeführt.